# GFortran
GNU Fortran ( GFortran ) é uma implementação da linguagem de programação Fortran no GNU Compiler Collection (GCC), um projeto de software livre e de código aberto mantido na comunidade de programadores de código aberto sob a égide do Projeto GNU. É o sucessor das versões anteriores do compilador da suíte, como g77.

## História
Em julho de 2020, o GFortran havia implementado quase totalmente o Fortran 2008 e cerca de 20% do Fortran 2018 . Ele suporta multiprocessamento de memória compartilhada multiplataforma OpenMP, até sua versão mais recente (4.5). GFortran também é compatível com a maioria das extensões de linguagem e opções de compilação suportadas por g77, e muitas outras extensões populares da linguagem Fortran.
Desde a versão 4.0.0 do GCC, lançada em abril de 2005, o GFortran substituiu o antigo compilador g77. O novo front-end Fortran para GCC foi reescrito do zero, depois que o principal autor e mantenedor do g77, Craig Burley, decidiu em 2001 parar de trabalhar no front-end do g77. O GFortran se separou do g95 em janeiro de 2003, que começou no início de 2000. As duas bases de código "divergiram significativamente" de acordo com os desenvolvedores do GCC, e o g95 não é mais mantido desde 2013. Desde 2010 o front-end, assim como o restante do projeto GCC, foi migrado para C++, onde anteriormente era escrito em C. O desenvolvimento do compilador por usuários voluntários continua e cada nova versão do GCC incorpora melhor suporte para os mais recentes padrões de linguagem e correções de bugs.